# رون ستيل
رون ستيل (بالإنجليزية: Ron Steele)‏ هو متزلج قفز أمريكي، ولد في 19 أغسطس 1953 في ليفنورث في الولايات المتحدة.

## وصلات خارجية
- رون ستيل على موقع الاتحاد الدولي للتزلج (القفز التزلجي) (الإنجليزية)
- رون ستيل على موقع أوليمبيديا (الإنجليزية)